# Zion Suzuki
Zion Suzuki (鈴木 彩艶, Suzuki Zaion), (Newark, 21 de agosto de 2002) é um futebolista japonês que atua como goleiro. Atualmente joga pelo Parma. Também atua pela Seleção Japonesa de Futebol.

## Infância e juventude
Suzuki nasceu em Newark, Nova Jérsia, Estados Unidos, filho de pai ganense-americano e mãe japonesa. Sua família mais tarde mudou-se para o Japão, estabelecendo-se em Urawa, Saitama, onde Suzuki foi criado.

## Carreira em clubes
A carreira profissional de Suzuki começou no Urawa Reds quando ele tinha 16 anos, tornando-o o jogador mais jovem da história do clube a assinar um contrato profissional. Sua primeira aparição na J1 League aconteceu em maio de 2021, em uma partida contra o Vegalta Sendai . .
Em 15 de julho de 2024 foi contratado pelo Parma, tornando-se o 1º goleiro japonês da história a jogar na Série A.

## Carreira internacional
Suzuki representou o Japão em vários níveis no futebol juvenil. Em 19 de julho de 2022, ele conquistou sua primeira partida no exterior pela seleção principal do Japão, jogando a partida completa contra Hong Kong no Campeonato de Futebol EAFF E-1 de 2022, que venceu com um placar de 6-0. Ele jogou a partida de abertura na vitória por 4 a 2 contra o Vietnã na Copa Asiática de Seleções de 2023.

### Clube
- Atualizado até 7 de outubro de 2023.[4]

| Clube                     | Temporada         | Liga               | Liga      | Liga | Copa nacional | Copa nacional | Taça da Liga | Taça da Liga | Outro     | Outro | Total     | Total |
| Clube                     | Temporada         | Divisão            | Aparições | Gols | Aparições     | Gols          | Aparições    | Gols         | Aparições | Gols  | Aparições | Gols  |
| ------------------------- | ----------------- | ------------------ | --------- | ---- | ------------- | ------------- | ------------ | ------------ | --------- | ----- | --------- | ----- |
| Urawa Red Diamonds        | 2021              | J1 League          | 6         | 0    | 0             | 0             | 9            | 0            | 0         | 0     | 15        | 0     |
| Urawa Red Diamonds        | 2022              | J1 League          | 2         | 0    | 0             | 0             | 2            | 0            | 4         | 0     | 8         | 0     |
| Urawa Red Diamonds        | 2023              | J1 League          | 0         | 0    | 1             | 0             | 5            | 0            | 0         | 0     | 6         | 0     |
| Urawa Red Diamonds        | Total             |                    | 8         | 0    | 0             | 0             | 14           | 0            | 0         | 0     | 29        | 0     |
| Sint-Truiden (empréstimo) | 2023–24           | Jupiler Pro League | 16        | 0    | –             | –             | –            | –            | –         | –     | 16        | 0     |
| Total de carreira         | Total de carreira | Total de carreira  | 14        | 0    | 0             | 0             | 14           | 0            | 0         | 0     | 45        | 0     |

1. ↑  Aparições na Copa da Liga Japonesa

### Internacional
| Time nacional | Ano   | Aparições | Gols |
| ------------- | ----- | --------- | ---- |
| Japão         | 2022  | 1         | 0    |
| Japão         | 2023  | 2         | 0    |
| Japão         | 2024  | 3         | 0    |
| Total         | Total | 6         | 0    |

## Honras
- Liga dos Campeões da AFC : 2022 [6] [7]
- Copa do Imperador : 2021
- Supercopa do Japão : 2022

Japão
- Campeonato de Futebol EAFF E-1 : 2022

- Melhor XI da Associação Japonesa de Jogadores de Futebol: 2023